# Joan Rigol
Joan Rigol i Roig (Torrelles de Llobregat, 4 de abril de 1943 – Barcelona, 7 de maio de 2024) foi um político espanhol, presidente do Parlamento da Catalunha entre 1999 e 2003.

## Biografia

### Início
Possuiu formação humanística e filosófica, bem como um mestrado em Administração e Direção de Empresas pela ESADE, na Universidade Ramon Llull. Foi membro do Instituto Espanhol de Analistas de Inversões. Em 2008, se tornou doutor em Teologia pela Faculdade de Teologia da Catalunha, com a tese "Fonament Teològic de la dignitat de la persona en la filosofia política de Jacques Maritain" (Fundamento Teológico da dignidade da pessoa na filosofia política de Jacques Maritain, em tradução livre).
Em 1976, se afiliou ao partido União Democrática da Catalunha, pelo qual foi presidente de 1987 a 2000. Foi deputado no Congresso Espanhol entre 1979 e 1980.

### Participação no Governo da Catalunha
Nomeado Conselheiro do Trabalho da Generalitat da Catalunha na primeira legislatura (1980-1984), promoveu o diálogo entre empregadores e sindicatos, e coordenou os esforços das administrações para reduzir os efeitos da grave crise econômica nos desempregados.
Ministro da Cultura (1984-1985) na seguinte legislatura, promoveu um Pacto Cultural com todas as forças políticas, envolvendo uma ampla gama de intelectuais de diferentes ideologias, tentando coordenar todas as administrações catalãs na promoção de cultura.

### Parlamento da Catalunha
Deputado no Parlamento da Catalunha na terceira (1988-1992) e quarta legislaturas (1992-1995), presidiu a Comissão de Justiça, Cidadania e Direito, na sexta legislatura ele foi eleito presidente do Parlamento da Catalunha (1999) -2003).

### Senado Espanhol
Nomeado senador em nome da Generalitat em 1993, ocupou a primeira vice-presidência na quinta legislatura (1995-1999). A partir desta tribuna, no Documento de Reforma Constitucional, ele colocou todos os seus esforços na defesa do caráter nacional do povo catalão e promoveu a reforma do Senado para que se tornasse uma verdadeira câmara representativa das nações e regiões que configura a Espanha. Ele também ocupou a presidência do Comitê para o Estudo do Plano Integral de Apoio Familiar.

### Últimos anos e morte
Em 20 de junho de 2015, deixou a União Democrática da Catalunha, depois de esta romper sua coalizão com a Convergência e União. Juntamente com outras lideranças políticas catalãs, foi um dos impulsores na criação do partido Democratas da Catalunha, em 2015. Lá, atuou como Presidente do Conselho Nacional do partido. No entanto, em setembro de 2016, anunciou a demissão de todos as posições que ocupava na formação partidária, devido a algumas divergências internas.
Morreu em 7 de maio de 2024, aos 81 anos.

## Obras
Seu pensamento sociopolítico, com profundas raízes no humanismo cristão, tornou-se conhecido nas seguintes publicações:
- Crisi i país (1984)
- Poble i consciència nacional (1986)
- Propostes i reflexions per al catalanisme polític (1989)
- Política i comunitat: el meu nacionalisme (1996).